# غول رودس

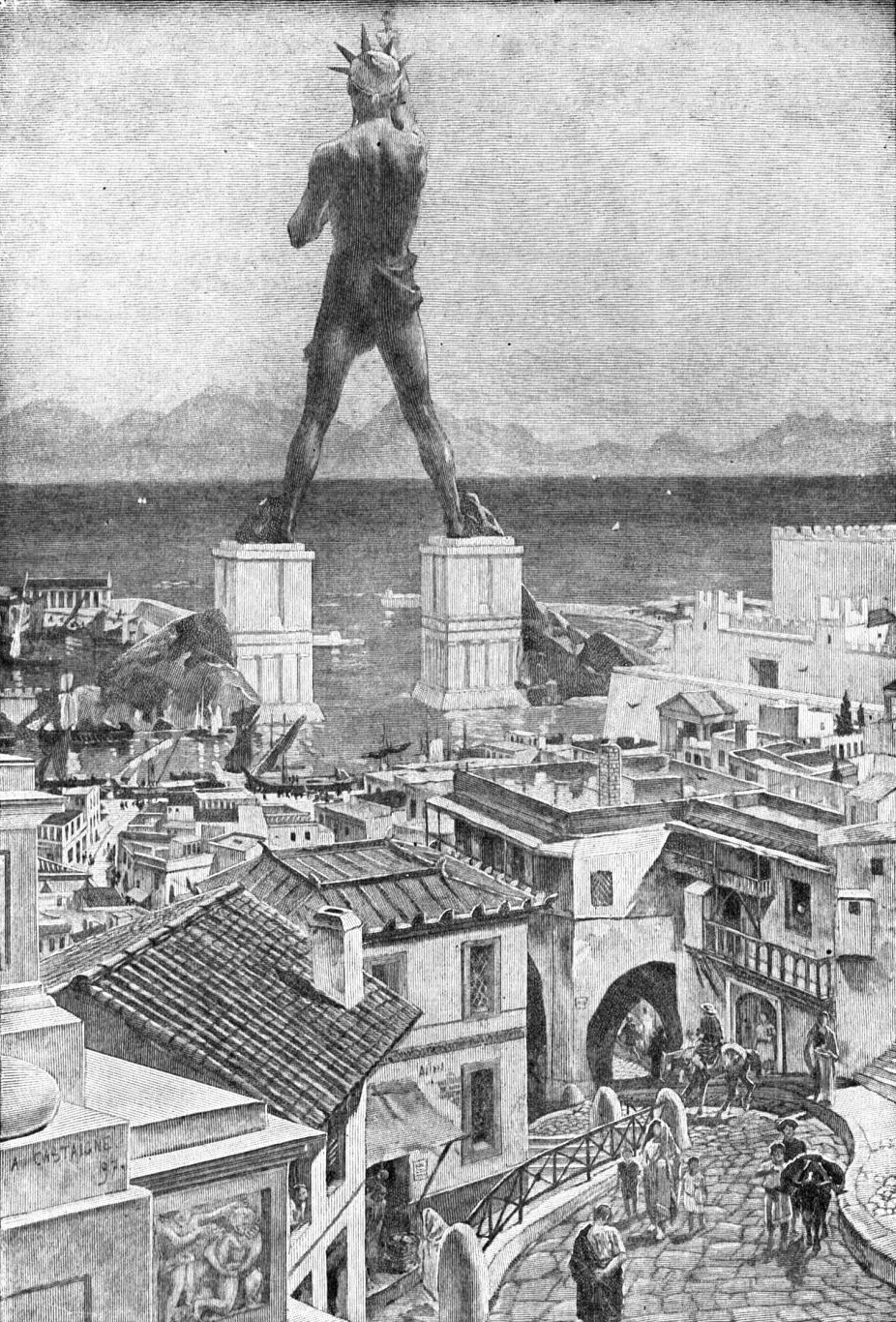
در اینکه تندیس غول رودس، اینگونه که در تصویر مشاهده می‌شود، با پاهای گشوده بر ورودی لنگرگاه افراشته شده بوده، شک وجود دارد.

غول رودس نام تندیسی است از هلیوس (Helios) ‐ خدای خورشید ‐ که به قولی در ورودی بندر شهر رودس در یونان، قرار داشته‌ و به همین دلیل به غول رودس معروف گشته‌است. این تندیس، علی‌رغم اینکه پس از ساخته شدن تنها 66 سال پابرجا بود، از سوی غربیان به عنوان یکی از عجایب هفتگانه جهان اعلام شده‌است. بنا به گفته تاریخ نگاران این تندیس عظیم حتی در زمانی که بر روی زمین افتاده بود هم بسیار شگفت‌انگیز بود. این غول تنها یک تندیس عظیم نبود بلکه نماد اتحاد مردم رودس به‌شمار می‌رفت.
یونان باستان در بیشتر دوران تاریخی خود، شامل ایالاتی با قدرت محدود بوده‌است. جزیره رودس شامل سه ایالت یالیسوس (Ialysos)، کامیروس (Kamiros) و لیندوس (Lindos) بوده‌است. در ۴۰۸ پیش از میلاد، این شهرها با هم متحد شده و یک قلمرو با پایتخت واحد به نام رودس، به وجود آوردند. این شهر از نظر اقتصادی بسیار پیشرفته بود و با مصر مراودات تجاری داشت. در سال ۳۰۵ قبل از میلاد آنتیگونیهای مقدونیه، رودس را محاصره کرد تا این ارتباط تجاری را از بین ببرد.
آنها هرگز موفق نشدند به داخل شهر نفوذ کنند و پس از امضای قرارداد صلح در سال ۳۰۴ قبل از میلاد، آنتیگونی‌ها محاصره را ترک کردند و مقدار هنگفتی جنگ‌افزارهای گرانبها برجا گذاشتند. اهالی رودس این غنایم را فروختند و به افتخار اتحاد خود، با پول آن تندیس عظیم را بنا کردند. ساختن این تندیس ۱۲ سال طول کشید و در سال ۲۸۲ قبل از میلاد به پایان رسید. سالها این تندیس در ورودی بندر پابرجا بود تا زمین‌لرزه شدیدی در سال ۲۲۶ قبل از میلاد به شهر آسیب فراوان رساند و تندیس را از ضعیف‌ترین بخش آن (زانوهای غول) شکست.
اسکندر مقدونی هزینه تعمیر آن را به عهده گرفت اما یک پیشگو، عمل بازسازی را منحوس خواند و در نتیجه پیشنهاد وی پذیرفته نشد. باقی‌ماندهٔ تندیس بیش از ۸۰۰ سال بر خاک افتاده بود تا اینکه عربهای مسلمان به فرماندهی معاویه پسر ابوسفیان، در سال ۶۵۴ پس از میلاد مسیح به رودس هجوم بردند. آنها بقایای تندیس را از هم باز کردند و به یک بازرگان یهودی اهل سوریه فروختند. گفته شده‌است که ۹۰۰ شتر این بار عظیم را به سوریه حمل کردند.

## شرح کوتاهی از تندیس
با توجه به ارتفاع تندیس و عرض دهنه بندر، تصور قرار گرفتن مجسمه با پاهای گشوده بر دو طرف ورودی بندر، دشوار به نظر می‌رسد و از آن جا که تندیس پس از سقوط موجب گرفتگی مسیر بندرگاه نشده‌است، به نظر می‌رسد که تندیس یا بر روی سمت شرقی دماغه بنا شده بوده یا اصولاً بیش از آنچه گفته می‌شود از آب دور بوده‌است. به هر حال به نظر می‌رسد که غول با پاهای گشوده بر دو سمت ورودی بندر نایستاده بود.
پروژه ساخت تندیس به چارز اهل لیندوس (Chares of Lindos) تندیسگر سپرده شده بود. برای این کار، کارگران او قطعات برنزی روی تندیس را قالب ریزی می‌کردند. پایه تندیس از مرمر بوده و پاها تا مچ آن ابتدا ساخته و محکم شده‌است. ساختار تندیس به تدریج با قرار گرفتن قطعات برنز بر روی چارچوبی از آهن و سنگ، پدیدار می‌شد. یک خاکریز بلند برای دسترسی پیدا کردن به بخش‌های بالایی تندیس، در اطراف آن ساخته شد که پس از پایان کار برچیده شد. تندیس در پایان ۳۳ متر ارتفاع داشت که بر روی پایه‌های مرمرین به بلندی ۱۵ متر قرار گرفت. گفته می‌شود عده کمی می‌توانستند دو دست خود را بر دور انگشت شست او حلقه کنند.
در بازی خدای جنگ ۲ اشاره ای به این تندیس در ابتدای بازی می‌شود؛ به این بیان که او جان می‌گیرد و به مبارزه با کریتوس می‌شتابد.